# Allanis Navas
Allanis Navas Sánchez (San Juan, 4 de enero de 2002) es una jugadora de voleibol de playa puertorriqueña. Compitió en los Juegos Olímpicos de la Juventud de Buenos Aires 2018, y fue semifinalista de los Juegos Centroamericanos y del Caribe 2018 en Colombia; Logró la medalla de plata en los Juegos Panamericanos Junior de 2021 de Colombia y la medalla de bronce en el Campeonato Mundial Universitario de Brasil 2022.

## Carrera

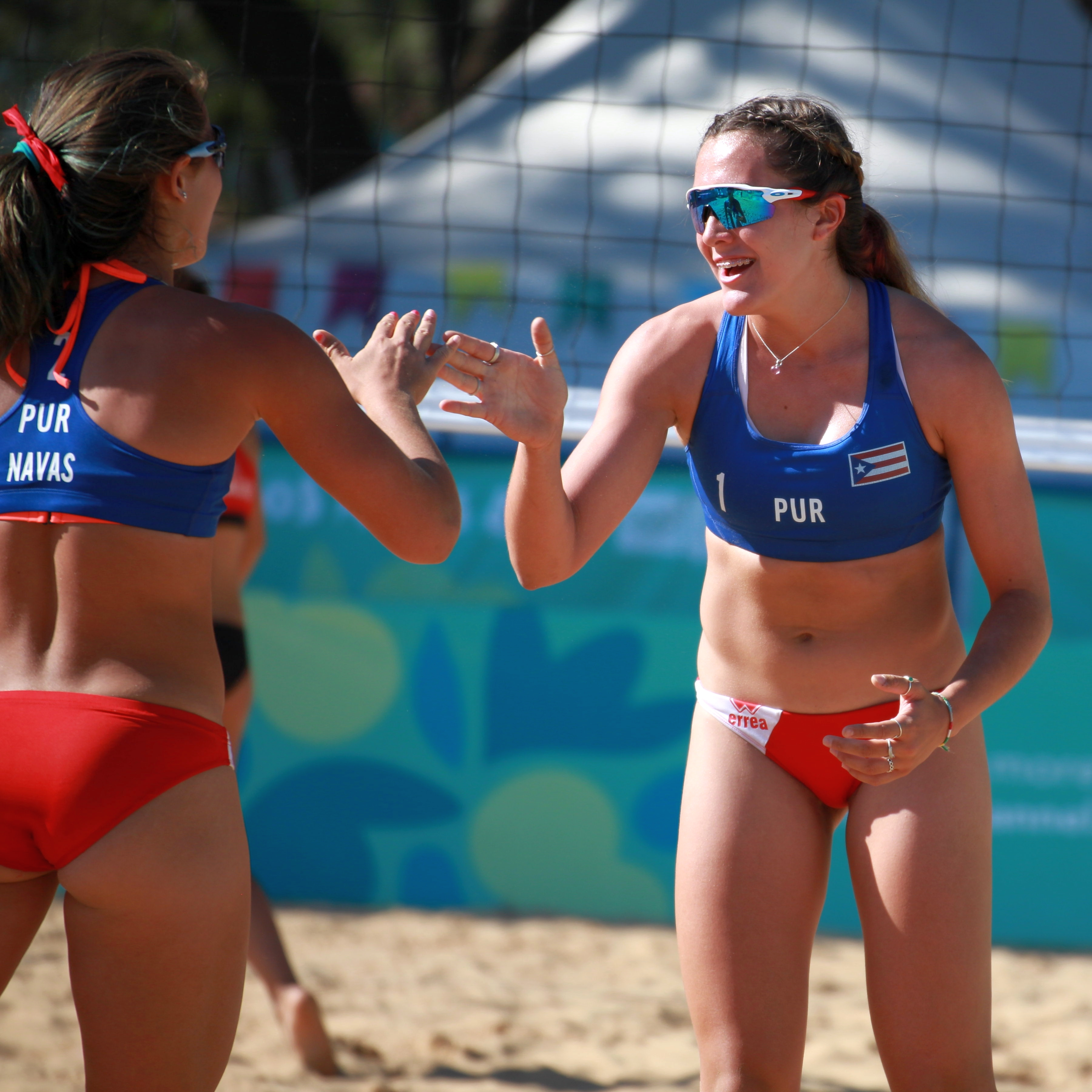
Navas y María González en los Juegos Olímpicos de la Juventud de Buenos Aires 2018.

Navas jugó voleibol de interior y de arena durante sus años de escuela secundaria en la Academia Discípulos de Cristo. En 2017 quedó séptima con la selección sub-18 de su país de origen en la Copa Panamericana. La temporada anterior había empatado con María González en el torneo NORCECA de Boquerón. Las dos llegaron a las semifinales de otra competencia NORCECA en 2018. Ese mismo año ganó el título del Campeonato Sub-19 de la Zona Central en La Habana y así clasificó a los Juegos Olímpicos de la Juventud 2018 en Buenos Aires, donde estuvieron en la ronda de los ocho mejores equipos y finalizó en quinto lugar.
Tres años después, Navas inició sus estudios en la Universidad del Gran Cañón en Phoenix, Arizona. Como estudiante de primer año, ella y Paula Hoffmann lograron una serie perfecta de victorias de 18-0 en la cancha 4 y, en general, ella tenía un récord de 25-4. En la misma temporada ganó la medalla de bronce con González en las Finales NORCECA. Los dos también llegaron a la final del Campeonato Panamericano Juvenil. En su segundo año, Navas compartió un nuevo récord de la temporada con Allison Hansen con 28 victorias. Con su constante pareja fuera de los eventos universitarios, finalizó tercera en el podio del Campeonato Mundial Estudiantil FISU en Maceió, Brasil. Además, los dos atletas caribeñas ganaron un torneo NORCECA y lograron plata en otros dos eventos así como en la final de esta serie de playa. En su temporada juvenil en la universidad, Navas logró 28 victorias, como el año anterior, y ocupó el segundo lugar en el ranking de todos los tiempos de GCU con 81 victorias en total.
Navas y González ganaron otros cinco eventos hasta septiembre de 2023. Esto incluyó ganar la medalla de oro en los Juegos Centroamericanos y del Caribe. Sin embargo, su victoria más importante llegó en junio de ese año cuando se clasificaron con éxito para el Mundial de Punta Cana, dejando atrás, entre otros, a la finalista del Mundial del año pasado, Sophie Bukovec, y a su nueva pareja. En el Mundial de Tlaxcala, México, dieron una gran sorpresa en su segundo partido cuando derrotaron a las claramente favoritas suizas Esmée Böbner y Zoé Vergé-Dépré en tres sets. Esta fue la primera participación y por tanto el primer éxito de un equipo puertorriqueño femenino en campeonatos mundiales de voleibol de playa.
Clasificaron a los Juegos Panamericanos Junior de 2021 de Cali, donde finalmente quedaron subcampeonas. En la edición 2022 del Campeonato Mundial Universitario de Voleibol de Playa realizado en Maceió, obtuvo el bronce, y obtuvo el subcampeonato del Campeonato Norceca Finales 2022.